# کشتار بتل کریک
کشتار بتل کریک (انگلیسی: Battle Creek massacre)، قتل‌عام قبیله تیمپنوگوز (Timpanogos) در روز ۵ مارس ۱۸۴۹ می‌باشد که توسط ۳۵ نفر از کوچ‌کنندگان تازه‌وارد مورمون در ژرف‌دره بتل کریک نزدیک پلزنت گروو، یوتا امروزی اتفاق افتاد. این اولین درگیری خشونت‌آمیز در میان کوچ کنندگانی است که دو سال قبل شروع به وارد شدن به این منطقه کرده بودند و در واکنش به خبر سرقت دام توسط آن قبیله، انجام گرفت.